# 前方地區防空系統
前方地區防空系統（FAADS, Forward Area Air Defense System）是美國陸軍於1986年1月提出的一項計劃，目的在於為美軍前線的師級陸軍部隊開發一系列用於短程防空的新式防空武裝，以應對當時華約陣營的新式對地攻擊機、武裝直升機，此計畫於1986年7月獲得國防採購委員會批准。前方地區防空系統為美國當時除了布雷德利裝步戰車採購案外最大宗的軍購計劃，儘管陸軍最初表示建立整套系統只需花費93億美元，但後續陸軍又向美國眾議院小組委員會承認最終經費可能高達220億美元。1989年12月，陸軍重新預估整套系統的造價約110億美元。在1991年冷戰結束後，該計劃由於預算遭到刪減而取消。

## 背景
1980年代，華約陣營的Su-25攻擊機和Mi-24雌鹿直升機開始列裝服役，使北約陣營的前線陸軍受到空中威脅的壓力大為增加，當時美軍用於保護前方地區部隊的防空武裝為榭樹飛彈系統、FIM-92刺針便攜式防空飛彈及M163 VADS火神機動防空系統，並以AN/MPQ-49前方地區預警雷達及過時的戰管指揮通信系統組織成一個防空體系。這些武裝在面對有效射程5—12公里的9M120「衝鋒」反戰車飛彈、9M127「渦流」反戰車飛彈等新式華約航空武器時毫無還手能力。前一項計劃「師級防空系統」（Division Air Defense, DIVAD）的原型車M247約克中士式自行防空砲面臨射程過短、性能未達標、成本及可靠性等諸多問題，其於實彈測試中甚至幾乎無法擊中懸停的直升機。在師級防空系統計劃遭取消後，1985年9月，美國陸軍的防空砲兵作戰發展局重新組織一支專題委員會進行評估，提出目前的防空需求無法單靠一種武器系統來解決，而需要通過整合多種不同職責的先進防空武器子系統，在前線構成一個命名為「前方地區防空系統」的多層聯合防空體系。

## 發展

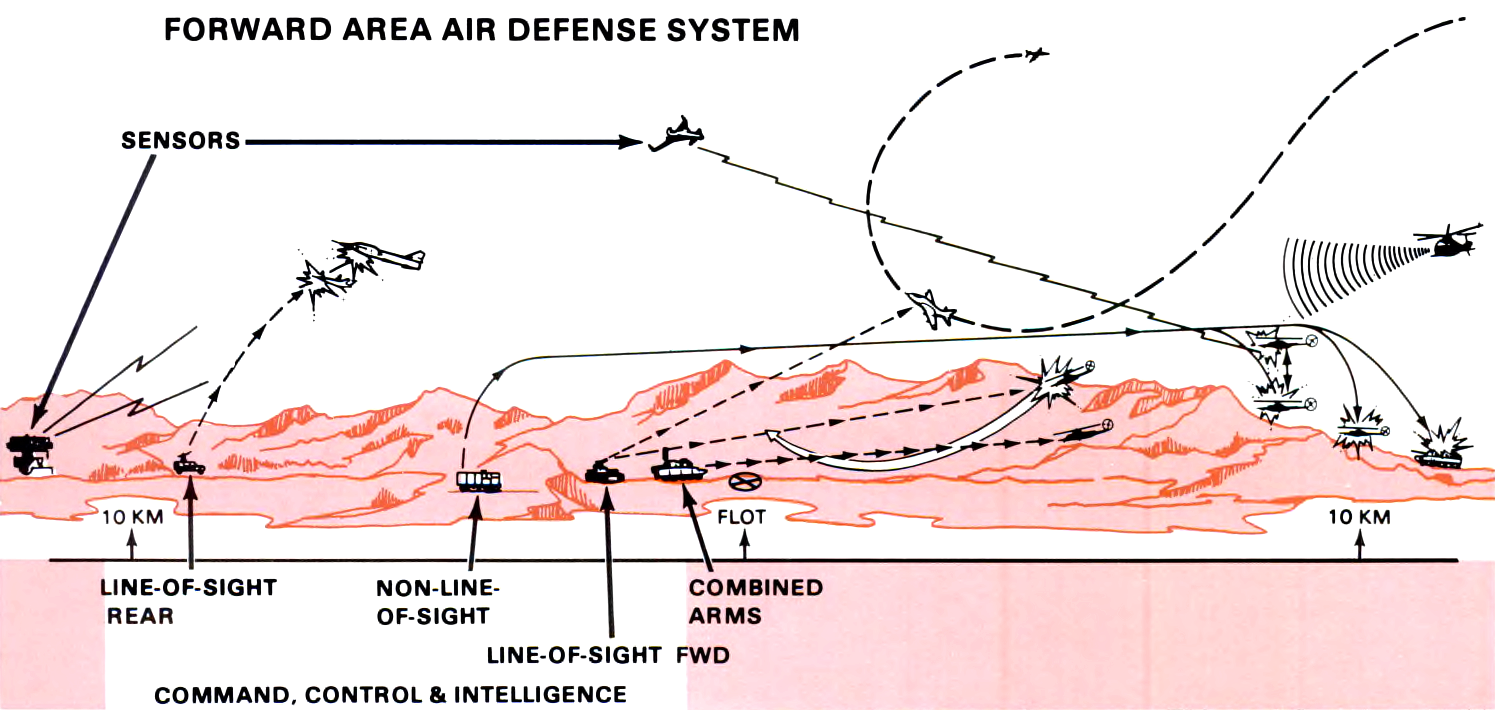
前方地區防空系統概念圖。整套系統部署於前線後10公里範圍內，並可打擊位於前線之前、後方10公里內的空中、地面目標

20世紀80年代中期，美國陸軍面臨幾項關鍵防空缺陷：
（1）華約航空武器的射程和殺傷能力不斷提高，超出了北約現有地面防空系統的能力。
（2）現有防空系統不足以支持新的空地聯合兵種作戰概念。
（3）對戰場至關重要的關鍵支援和指揮設施相當脆弱。
（4）裝備FIM-92刺針單兵防空飛彈的摩托化部隊時常被其支援的裝甲部隊拋在後面，以及種種人為因素限制了武器系統的發揮，導致刺針防空飛彈表現不佳。
為此建立的前方地區防空系統預計將由5種不同類型的子系統組成，所有子系統皆要求其機動能力足以跟上快速機動中的裝甲師集群，為前方地區之重裝部隊提供無間斷之強大防空火力保護，且各單元電子設備足以接收前方地區防空系統的作戰指揮網路，以期有效執行多兵種聯合防空作戰。
1. 視距前線重裝防空系統（line-of-sight-forward（heavy） system, LOS-FH）
此防空系統預計將用來代替火神防空機砲、榭樹飛彈以及M247約克中士自走防空砲原先的職責。此系統將在裝甲底盤上安裝重型防空飛彈及25毫米機砲，其必須具有足以跟上裝甲部隊前鋒的機動力、能在前線激戰區域生存的防護能力、針對低空作戰之攻擊機及武裝直升機的短程防空火力，並進一步評估其是否具有獨自與敵方主力戰車交戰的對地火力、先進的跟蹤和搜索雷達、全天候作戰能力、電子對抗措施、以及能與前方地區防空系統的作戰指揮網路協同作戰的電子設備。
2. 視距後衛防空系統（line-of-sight-rear missile and gun, LOS-R）
此防空系統將作為美軍師的後衛部隊部署，具有強大的飛彈、機砲複合防空火力，足以與突破前線防空部隊的敵方航空機對抗，且能與前方地區防空系統的作戰指揮網路協同作戰。該系統預計將遠離前線激戰區域，並用來保護野戰機場、橋梁、後勤車隊等重點保護對象免受對地攻擊機的襲擊。
3. 非視距飛彈系統（non-line-of-sight missile system, NLOS）
此防空系統需使用具備定位導引功能的飛彈，通過友方偵察機或作戰網路的定位資訊引導飛彈，使其得以攻擊遠處被地形阻隔的空中及地面目標。
4. 聯合兵種自衛防空武裝（combined arms initiative increasing self-defense capabilities, CAI）
此系統將作為一種自衛防空火力安裝於前線的主力戰車、裝甲車及武裝直升機上，火力應足以擊毀敵方空中威脅並妨害敵方空軍的對地作戰。
5. C2I/C3I戰管資訊網路（command, control and intelligence network）
此系統要求至少具備C2I的指揮、作戰管制、通訊及資訊管理能力，能整合各個前方地區防空系統單元的資訊於指揮單元，並將偵測到的敵方威脅定位資訊傳送給各防空單元，以將前方地區防空系統的各個部分緊密結合成一個完善的防空體系。

## 視距前線重裝防空系統
1987年8月，陸軍預計為視距前線重裝防空系統的開發案投入57億美元，並採購562組該系統以列裝於陸軍中，得標飛彈系統之生產型號預計將使用M2布雷德利裝步戰車的底盤。共有4個企業組合參與招標，並於1987年7月至11月於白沙飛彈靶場參與飛彈及雷達性能測試：
- 湯姆森-CSF與LTV（英语：Ling-Temco-Vought）（後來的沃特公司）的「自由號」：使用響尾蛇飛彈系統，樣車為R460 SICA型號。

- 貝宜系統和聯合技術公司的「輕劍號」：使用輕劍飛彈系統，進行性能測試的原型車為原有的履帶式輕劍飛彈系統。

- 歐洲飛彈（英语：Euromissile）和休斯飛機公司的「聖騎士號」：使用羅蘭飛彈系統，進行性能測試的原型車為使用羅蘭2型飛彈及改裝的M109自走砲底盤的XM975。

- 奧瑞岡-布爾勒（英语：Oerlikon-Bührle）及馬丁·馬瑞塔的「阿達茨號」：使用阿達茨防空反戰車飛彈系統，與其他競爭廠商的原型車相比，阿達茨原型車使用M2布雷德利裝步戰車底盤，其使用之飛彈經過特別設計具有成型裝藥戰鬥部，即便面對主力戰車也有高達900毫米穿深的強大反裝甲火力，是第一款設計同時能專職防空及反戰車任務的戰鬥車輛。

儘管最終沒有任何一個投標者的設計達成全數要求的指標，但陸軍仍評估阿達茨具有最好的潛力。1989年，確定奧瑞岡-布爾勒及馬丁·馬瑞塔為得標者，並對阿達茨系統進行進一步的多樣性評估。該原型車及飛彈分別被授予XM1069及MIM-146A的實驗型號，無裝藥訓練彈則被命名為DMTM-146A。1989年12月，陸軍預計將採購562輛阿達茨系統及10,078枚飛彈。該子系統的開發費用約3.19億美元，採購費用約65.16億美元，最終產品將安裝一門M242巨蝮式鏈砲，並為每個美國重裝師部署36輛阿達茨系統。

## 視距後衛防空系統
1985年，第9摩托化步兵師屬防空砲兵部隊與陸軍研發部門合作，於雅基馬訓練中心針對陸軍新開發的賽特飛彈系統（後來的十字弓飛彈系統）及原本的復仇者飛彈系統的刺針飛彈進行性能測試，確定刺針飛彈及其運行系統足夠強大及先進可繼續使用，而後由於前方地區防空系統計劃的急迫性，以及意圖降低整個計劃的研發成本，時任國防部長的卡斯帕·溫伯格要求LOS-R計劃須符合以下要求：原型車為非開發產品、可立即投入生產、使用刺針飛彈。有3家公司參與投標：
- 通用動力、湯姆森-CSF、休斯光電數據系統的未具名飛彈系統：原型車在進入測試前便因重量過重，不符合軍方要求的規格而被淘汰。

- 波音航空的復仇者防空飛彈系統：作為一款已於1984年亮相、性能卓越的商業現貨，專題委員會在上呈前方地區防空系統計劃時便向國防部長推薦該防空飛彈系統並獲准。

- LTV的十字弓飛彈系統：原美國陸軍與通用動力合作開發的賽特（Setter）飛彈系統，後經LTV改良後更名為十字弓飛彈系統並參與競標。飛彈系統可根據需求使用刺針、西北風、RBS 70或是星光防空飛彈。該系統同樣受專題委員會推薦並獲准。

最後由復仇者飛彈系統成為LOS-R計劃的得標者，陸軍先以1620萬美元向波音航空購買了20組系統，並約定後續4年再陸續採購273組系統。1989年，復仇者飛彈系統開始了一系列操作測試和評估，其系統安裝了額外的傳感器以及C2I系統而進一步提高復仇者防空系統的效率，提高其有效殺傷範圍並降低誤傷友軍的事故機率。測試分兩個階段進行，第一階段於加州亨特·利格特堡進行雷達搜索及跟蹤性能測試，第二階段則在白沙飛彈靶場進行實彈測試。1990年2月，復仇者飛彈系統在飛彈、雷達性能、機動性、全天候作戰能力、電子設備及經濟效益等多項評估上取得卓越的成績，受到美國陸軍相當大的好評，並開始逐步取代軍隊中裝備的M163 VADS火神機動防空系統和曳引式M167火神防空砲。1989年12月，陸軍預計將採購1207輛復仇者防空系統。該子系統的開發費用約1280萬美元，採購費用約12.76億美元，預計復仇者防空系統將於1990年3月開始量產，每個美國師將部署36輛復仇者防空系統，並為每個軍額外部署54輛。1990年8月至1991年2月的波斯灣戰爭期間，復仇者防空系統作為前方地區防空系統中唯一列裝完成的子系統首次參與美軍的作戰，並取得巨大的成功及軍人們的讚賞，之後1991至1995年間，陸軍再以4.36億美元採購了679組系統。

## 非視距飛彈系統

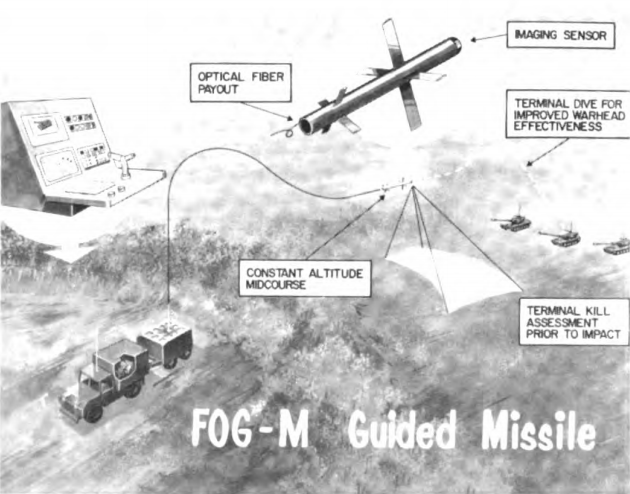
FOG-M飛彈系統作戰概念圖

1987年11月，美國陸軍就非視距飛彈系統研發計劃向美國工業界招標，作為一款全新類型的防空武器，該招標案要求廠商的原型車須使用美國最新的光纖制導技術，可用於摧毀被友方定位、躲藏於遮蔽物後的敵方直升機及地面目標。陸軍最初預估先取得1台該防空系統的原型車，然後在2年內完成該全新類型防空系統的測試及生產，並作為最後一個部署於陸軍的子系統亮相。然而該招標案在延長截止日期的情況下依然於財政年度1988年第三季度流標。陸軍於第二次招標時對招標需求進行重大修訂，僅要求廠商製作出原型車再由陸軍全力資助廠商開發此系統。通過全力援助該計劃的研發，陸軍希望能在與初次招標案相同的時間表將第一批生產的NLOS飛彈系統列裝於陸軍，即大約1992年。
1988年12月，波音公司軍事航空部門聯合休斯飛彈系統部門得標了該採購案，該設計使用6聯裝光纖制導飛彈FOG-M及垂直發射系統，FOG-M前端有全天候被動紅外尋標頭，後端使用不會短路、髮絲細的光纖連接發射系統的電腦，可隨時接收定位數據調整航向、回傳目標的紅外熱成像給車內電視螢幕，砲手亦可手動切換成紅外尋標模式或是電視導引模式，車內使用與潘興2型彈道飛彈相同的電腦系統，可模擬出全彩三維地型圖以供砲手選擇定位目標並幫助飛彈迴避障礙物。FOG-M有對空近炸及對地攻頂兩種模式，戰鬥部為前端I-TOW與後部TOW-2兩戰鬥部連接成的串聯炸藥，有效射程為10公里，最高速度為205公尺/秒，整組飛彈系統可安裝於美軍運輸車上。陸軍投資了大約1.3億美元的研發資金，並預計將花費至少20億美元採購285組M993式運輸車底盤的重型飛彈系統、118組悍馬車底盤的輕型飛彈系統以及16,550發飛彈。按照日程表，1992年6月將有4輛重型、5輛輕型系統及40枚飛彈被生產出來，並預計於1993年中由美國陸軍步兵學校負責性能測試。然而，此計劃的採購預算於1989年12月被美國國防部長刪除，當時該子系統的總開發費用預估約6.31億美元，並預計為每個美國重裝師分配12—24枚飛彈、每個輕裝師6枚飛彈。1991年1月，此項目被終止。

## 聯合兵種自衛防空武裝
此系統致力於在戰車、裝甲車等前線裝備上加裝防空設備。多種項目包含於M2布雷德利裝步戰車上安裝25毫米機砲等防空設備、為M1A1主力戰車安裝額外的M2防空機槍、開發裝有空爆引信的M830反戰車高爆彈、為OH-58奇奧瓦偵察直升機加裝FIM-92刺針飛彈、將榭樹飛彈系統、FIM-92刺針便攜式防空飛彈、M163 VADS火神機動防空系統及AN/MPQ-49前方地區預警雷達等舊式防空裝備轉移給後備部隊等等。

## C3I戰管資訊網路
由搜索雷達、各式傳感器、數位指揮和控制網路組成，其中包括手持遙控裝置和增強型位置報告系統（EPLARS, enhanced position location reporting system）無線電，用於將數據傳輸到武器平台。1989年12月，陸軍估計該子系統的開發費用約11.2億美元，採購費用約11.03億美元，此系統包含空中預警機、聯合監視目標攻擊雷達系統等項目。自計劃開始，陸軍花費大約25億美元於獨立遙測系統、偵察機及用於升級各子系統的電子系統、通訊設備、感測器及雷達的採購及裝備。

## 計劃終止
1991年冷戰结束後，軍事大國之間爆發大戰的陰影逐漸遠去，當時已沒有其他大國的空中武力足以威脅美國，單靠美國空軍即足以支持防空作戰，取而代之的是地區性武裝衝突的重要性逐漸受到重視。在國際軍事的需求快速轉變為輕量化、快速部署及快速反應能力後，前方地區防空系統計劃異常昂貴的研發投入以及笨重、維護昂貴的重型武裝系統便遭受正在緊縮國防預算的國會質疑，因此美軍最終取消了整個計劃，已生產的小部分XM1069被全數轉售給了加拿大，NLOS計劃被美國陸軍於1991年7月移至下一個名為非視距聯合兵種（LOS-CA）計劃之中並將該項目重新啟動，最終成為MGM-157 EFOGM飛彈研發項目的基石。而完全符合前述需求、且已有波斯灣戰爭的顯赫戰功之復仇者防空飛彈系統則被保留下來，自此美軍的短程防空系統便由復仇者防空飛彈系統主導。1992年後短暫一段時期，美軍曾在庫存過剩的M2A2布雷德利裝步戰車上安裝刺針防空飛彈，並命名為M6布雷德利後衛（Bredley Linebacker）自行防空系統，以暫時為前線提供LOS-FH計劃中的裝甲防空火力。

## 圖集

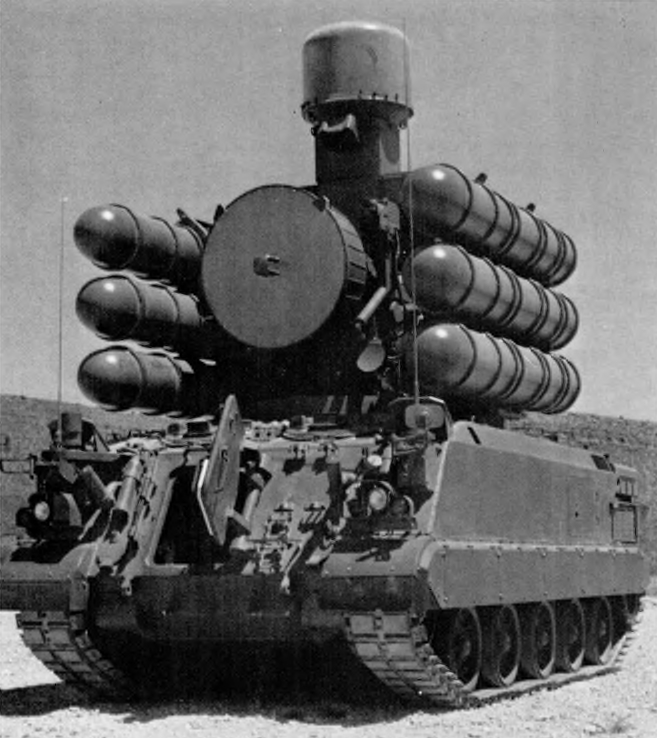
「自由號」樣車使用R460 SICA型號
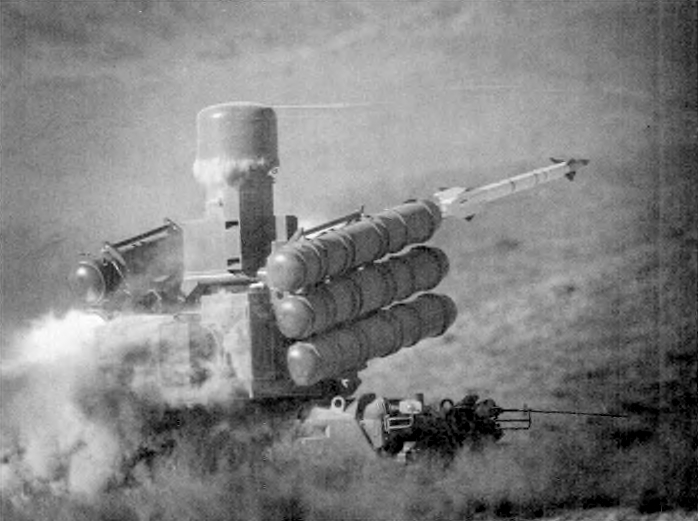
「自由號」正在進行性能評估
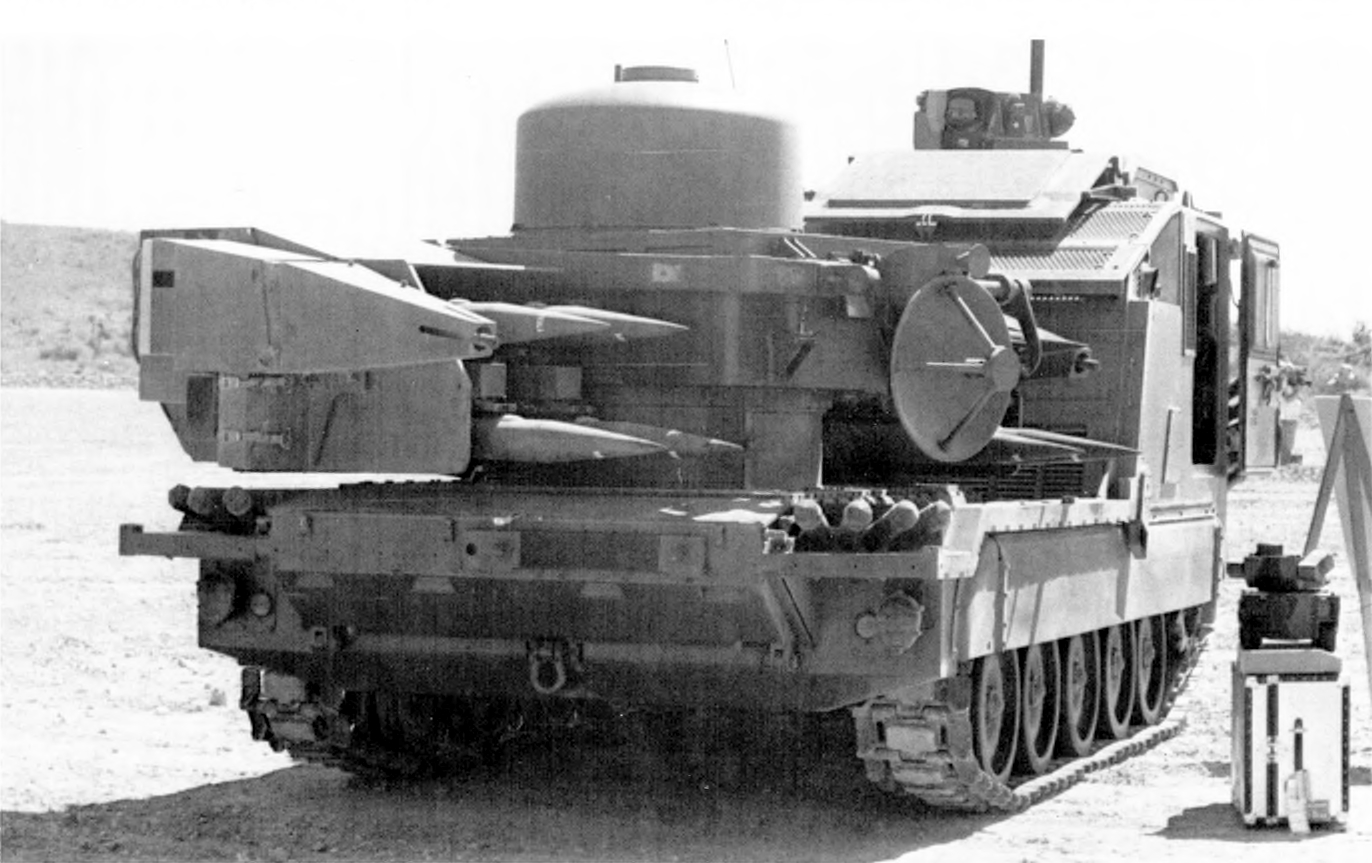
「輕劍號」的樣車
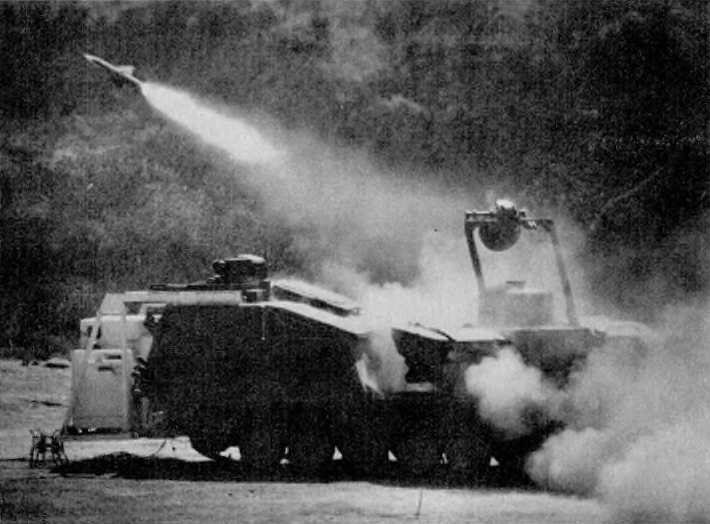
「輕劍號」正在進行性能評估
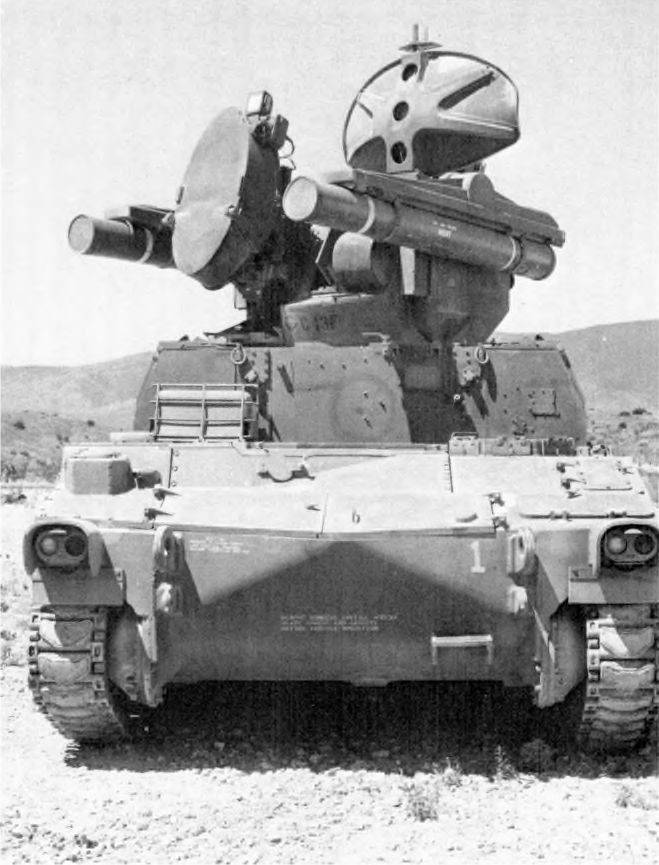
「聖騎士號」的樣車
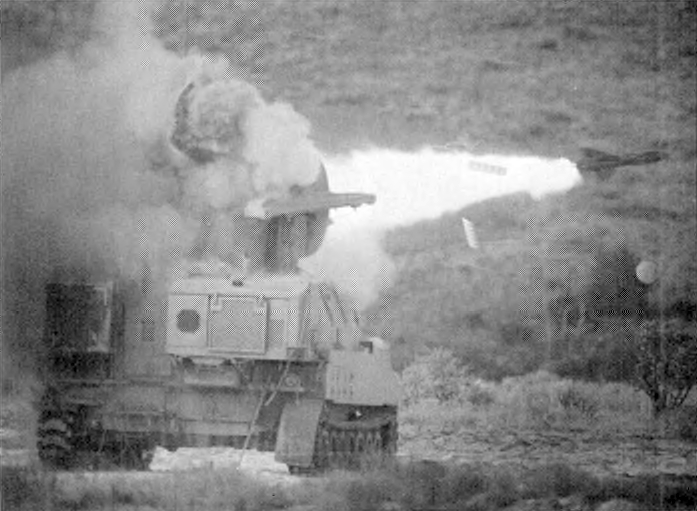
「聖騎士號」正在進行性能評估
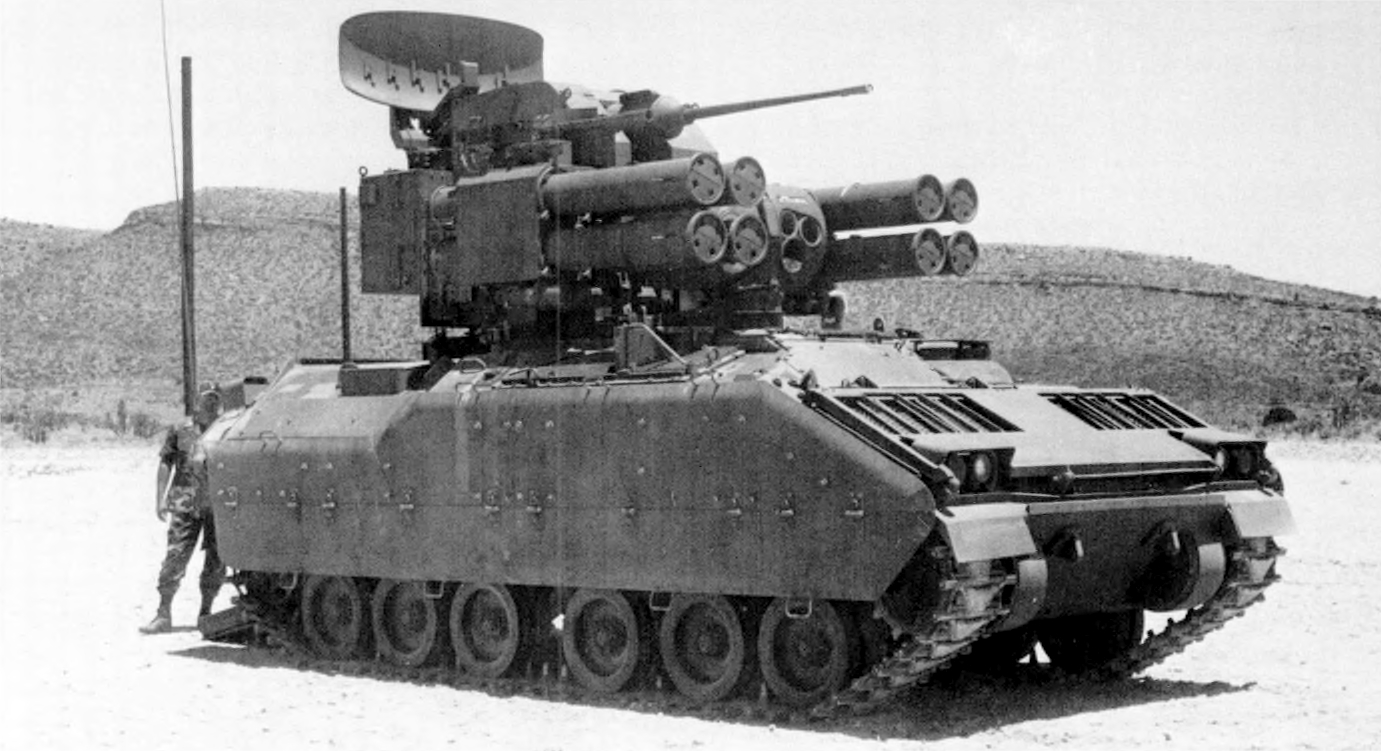
「阿達茨號」的樣車
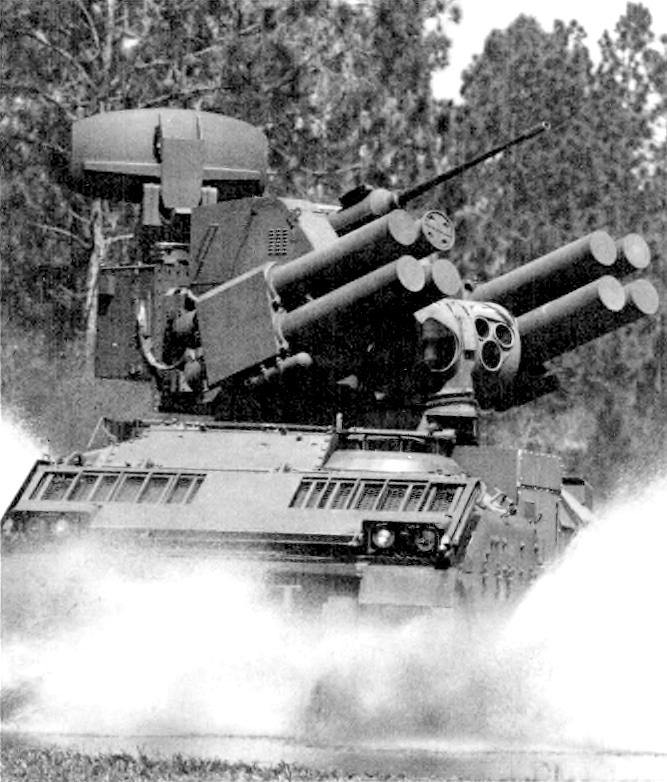
「阿達茨號」正在進行性能評估
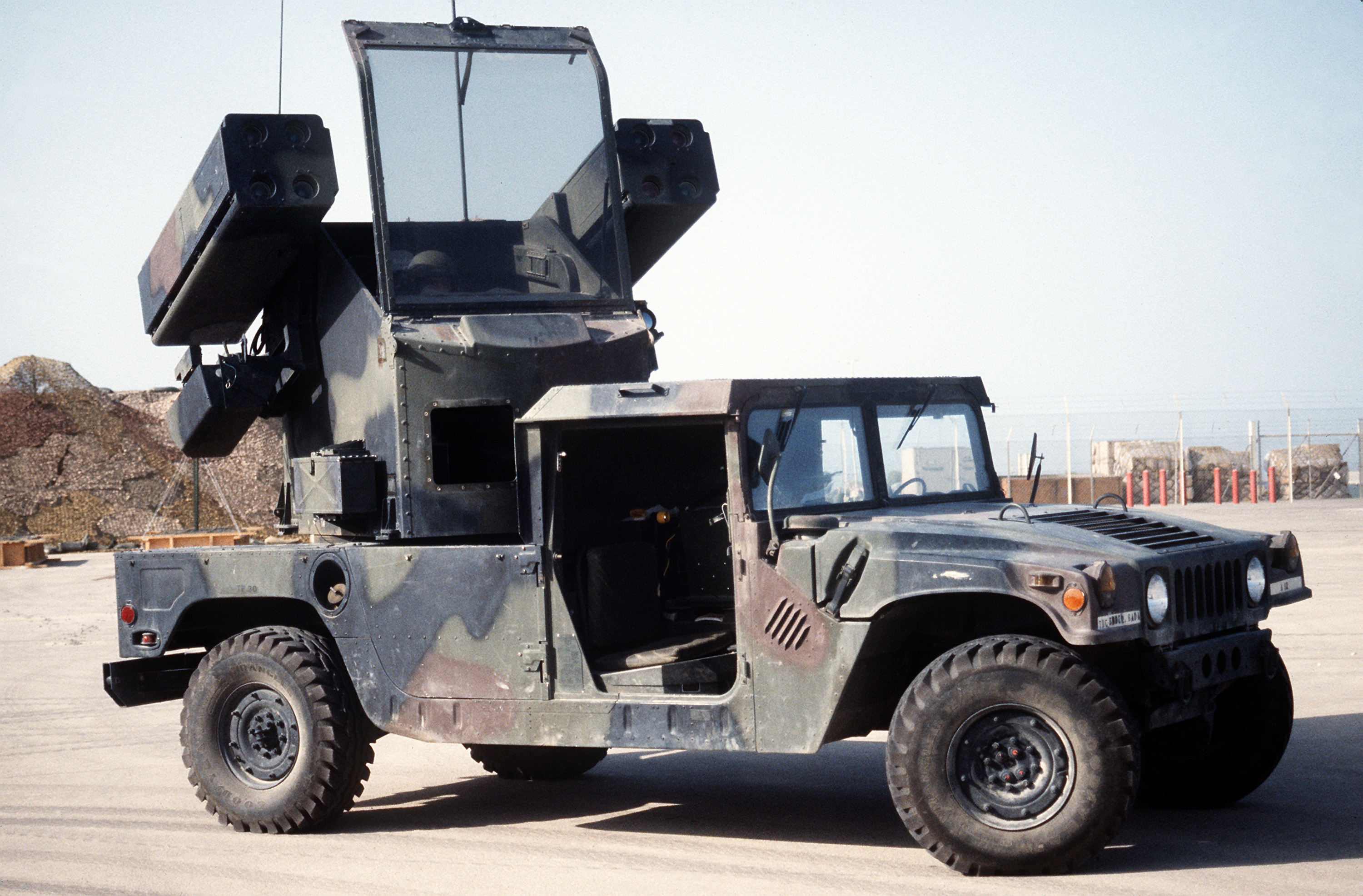
LOS-R得標者復仇者飛彈系統
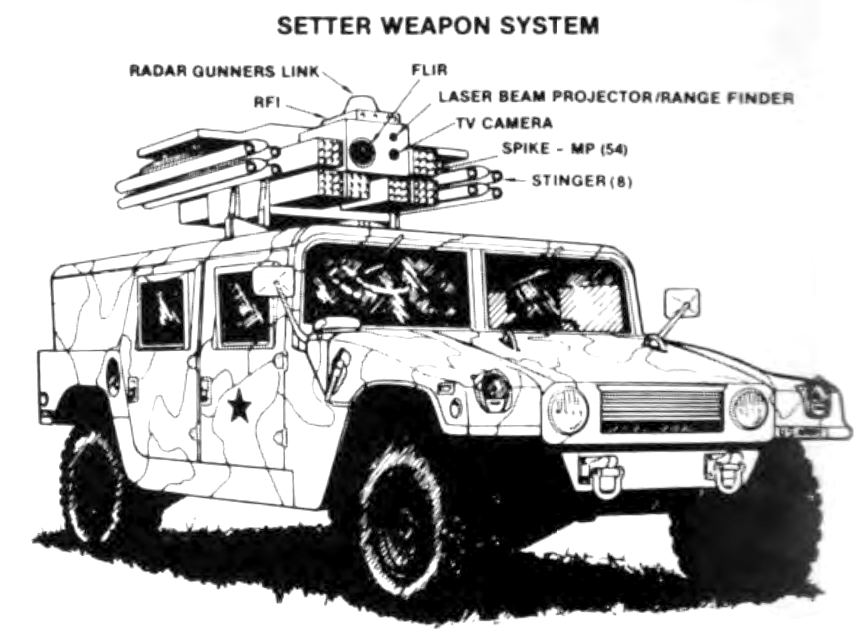
參與LOS-R競標的十字弓飛彈系統（原賽特飛彈系統）
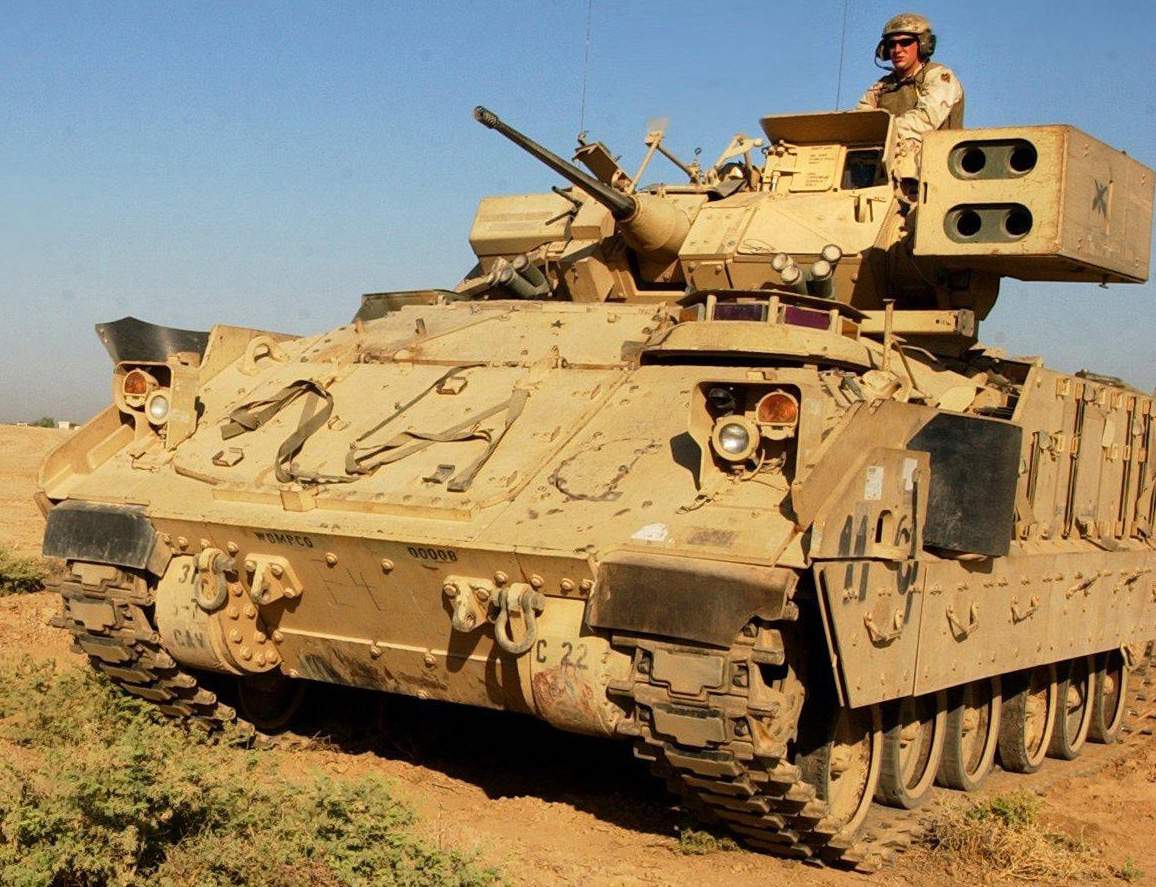
M6布雷德利後衛自行防空系統

### 引文
1. ↑  中華民國國防部政務辦公室.  (PDF): 667. November 2021  [2024-04-08]. （原始内容 (PDF)存档于2024-04-08）.
2. ↑  General Accounting Office 1988，第10頁.
3. 1 2  General Accounting Office 1990，第2頁.
4. 1 2 3 4  DeMott, John S.; van Voorst, Bruce. . TIME Magazine. Vol. 128 no. 6. 1986-11-08: 16. ISSN 0040-781X.
5. ↑  General Accounting Office 1990，第5頁.
6. 1 2  Andreas Parsch. . 2002  [2019-01-05]. （原始内容存档于2016-06-04）.
7. ↑  General Accounting Office 1990，第12頁.
8. 1 2  Landry, Alan D.  (PDF) (报告). Fort Leavenworth: United States Army Command and General Staff College. 1990-01-01  [2023-07-02]. （原始内容存档 (PDF)于2021-12-19）.
9. 1 2  Cohen, Jonathan M. . Military Review. December 1999, 79 (6). ISSN 0026-4148.
10. ↑  Cothran, Julian. . Program Manager. Vol. 24 no. 6. December 1995: 20.
11. 1 2  General Accounting Office 1988，第11頁.
12. ↑  General Accounting Office 1988，第12頁.
13. ↑  General Accounting Office 1990，第14頁.
14. 1 2 3 4  Stearns, Kenneth M.  (PDF) (碩士论文). Monterey: Naval Postgraduate School. March 1994  [2023-07-04]. （原始内容存档 (PDF)于2019-04-16）.
15. ↑  . GlobalSecurity.org. 2016  [2022-03-17]. （原始内容存档于2022-03-11）.
16. 1 2  General Accounting Office 1990，第17頁.
17. ↑  . University of Illinois Urbana-Champaign. March 1988.
18. 1 2  .   [2023-07-05]. （原始内容存档于2022-08-17） （葡萄牙语）.
19. ↑  General Accounting Office 1990，第15頁.
20. ↑  Cullen & Foss 1993，第154-155頁.
21. ↑  General Accounting Office 1990，第20-21頁.
22. ↑  McCoy, Edward D.  (PDF) (碩士论文). Monterey: Naval Postgraduate School. 1990  [2023-07-05]. （原始内容存档 (PDF)于2023-07-05）.
23. ↑  Hug, Peter; Meier, Ruedi. . Lausanne, Switzerland: Editions d'en bas. 1993: 15. ISBN 2-8290-0198-2 （法语）.
24. ↑  Jones, Walter.  (PDF) (碩士论文). Monterey: Naval Postgraduate School. June 1996  [2023-07-23]. （原始内容存档 (PDF)于2019-04-16）.
25. ↑  O'Donnel, Kenneth. . Air Defense Artillery. January 1997: 26  [2024-05-09]. ISSN 1084-6700. （原始内容存档于2024-05-09）.
26. ↑  Wiggins & Vince 2015，第57頁.

### 書目
- Cullen, Tony; Foss, Christopher Frank. . Jane's Information Group. 1993. ISBN 9780710609793 （英语）.
- General Accounting Office.  (PDF) (报告). 30 June 1988  [30 June 2023]. （原始内容存档 (PDF)于2023-06-29） （英语）.
- General Accounting Office.  (PDF) (报告). 25 June 1990  [28 April 2024]. （原始内容存档 (PDF)于2024-04-28） （英语）.
- Wiggins, Jr.; Vince, R. . Military Review (United States of America: Army University Press). 2015, 95 (6): 55–63. ISSN 0026-4148 （英语）.